# Coryphaenoides brevibarbis
Coryphaenoides brevibarbis és una espècie de peix de la família dels macrúrids i de l'ordre dels gadiformes.

## Morfologia
- Els mascles poden assolir 35 cm de llargària total.[5][6]

## Alimentació
Menja crustacis petits i cucs.

## Hàbitat
És un peix d'aigües profundes que viu entre 1500-4700 m de fondària.

## Distribució geogràfica
Es troba des de la costa est del sud de Groenlàndia fins a les Açores i des d'Irlanda fins a la Mar Cantàbrica i el nord de la península Ibèrica. També és present a Islàndia i a la costa atlàntica de Nord-amèrica.